# Eutelia cuneades
Eutelia cuneades är en fjärilsart som beskrevs av Max Wilhelm Karl Draudt 1950. Eutelia cuneades ingår i släktet Eutelia och familjen nattflyn. Inga underarter finns listade i Catalogue of Life.